# برمید پلاتین (II)
برمید پلاتین(II) (به انگلیسی: Platinum(II) bromide) با فرمول شیمیایی Br۲Pt یک ترکیب شیمیایی است. که جرم مولی آن 354.89 g/mol می‌باشد. شکل ظاهری این ترکیب، پودر سبز تیره است.